# Aragóniai Eleonóra modenai hercegné
Aragóniai Eleonóra (Nápolyi Királyság, 1450. június 22. – Ferrara, 1493. október 11.) modenai és ferrarai hercegné. Aragóniai Beatrix magyar királyné nővére. 

## Élete
1450. június 22-én született, a Nápolyi Királyságban, I. Ferdinánd nápolyi király és Chiaromontei Izabella nápolyi királyné első leányaként.
Első férje Sforza Maria Sforza (1449–1479) volt, 1464-től Bari hercege.[forrás?]
1473. július 3-án másodszorra nőül ment Estei Herkuleshez, Modena és Ferrara hercegéhez.
Eleonóra 1493. október 11-én, Ferrarában halt meg, 43 évesen. Özvegye nem nősült újra, és 1505. június 15-én hunyt el, 73 éves korában. 

## Gyermekei
Estei Herkulesnek, Modena és Ferrara hercegének hat gyermeket szült:
- Izabella (1474. május 19. – 1539. február 13.), II. (Gonzaga) Ferenc mantovai őrgróf felesége, akinek nyolc gyermeket szült, Eleonórát, Margitot, Frigyest, Líviát, Hippolitát, Herkulest, Ferdinándot és Paulát
- Beatrix (1475. június 29. – 1497. január 3.), férje Ludovico „il Moro” Sforza milánói herceg, akinek két fiút szült, Miksát és Ferencet
- Alfonz (1476. július 21. – 1534. október 31.), 1. felesége Sforza Anna, a 2. pedig Lucrécia Borgia, Anna első gyermeke születésébe halt bele, a csecsemővel együtt, Lucrécia azonban hat gyermekkel ajándékozta meg férjét (Herkules, Hippolit, Sándor, Leonóra, Ferenc és Izabella Mária)
- Ferdinánd (1477–1540)
- Hipolit (1479. március 20 – 1520. szeptember 3.), esztergomi érsek, később bíboros lett
- Zsigmond (1480–1524)